# Neelus dianae
Neelus dianae är en urinsektsart som beskrevs av Christiansen och Bellinger 1981. Neelus dianae ingår i släktet Neelus och familjen dvärghoppstjärtar. Inga underarter finns listade i Catalogue of Life.